# Kościół św. Józefa Oblubieńca Najświętszej Maryi Panny w Świeradowie-Zdroju
Kościół świętego Józefa Oblubieńca Najświętszej Maryi Panny – rzymskokatolicki kościół parafialny należący do dekanatu Gryfów Śląski diecezji legnickiej.

## Historia i wnętrze
Obecna świątynia składa się ze starszej i nowszej części. Starsza część została zbudowana z cegły w latach 1898–1899 dzięki staraniom hrabiny von Schaffgotsch. We wnętrzu znajdują się cztery witraże oraz droga krzyżowa. Fasada frontowa jest ozdobiona dwiema wieżami. Wezwanie świątyni pochodzi od ołtarza poświęconego świętemu Józefowi, który znajdował się wcześniej w starej kaplicy.
Nowsza część powstała w latach 1974–1978 według projektu architektów: Tadeusza Zipsera i Waldemara Wawrzyniaka. W dniu 29 września 1979 roku biskup pomocniczy wrocławski Tadeusz Rybak poświęcił rozbudowaną świątynię. Kościół został zbudowany z ofiar parafian i kuracjuszy oraz datków zebranych przez księdza proboszcza Władysława Dzięgiela. w parafiach, gdzie głosił rekolekcje i kazania okolicznościowe.

## Organy
Organy wybudowała firma Schlag & Söhne ze Świdnicy w 1899 roku. W roku 2011 instrument remontowała firma Adama Wolańskiego z Lubania, a konserwacji szafy organowej dokonała firma Daniela Nowackiego z Osiecznej.
Dyspozycja instrumentu:
| Manuał I                      | Manuał II            | Pedał          |
| ----------------------------- | -------------------- | -------------- |
| 1. Prinzipal 8'               | 1. Salizet 8'        | 1. Subbass 16' |
| 2. Gambe 8'                   | 2. Portunal 8'       | 2. Cello 8'    |
| 3. Gedackt 8'                 | 3. Flaut. Travers 4' |                |
| 4. Octave 4'                  |                      |                |
| 5. Rausch Quinte 2' u. 2 2/3' |                      |                |